# Strait Up
Strait Up es el segundo álbum de estudio de la banda de rock estadounidense Snot. El álbum cuenta con la participación de los vocalistas de una serie de grupos de nu metal más importantes. El álbum fue lanzado como un homenaje a líder de Snot cantante Lynn, quien murió en un accidente automovilístico el 11 de diciembre de 1998.

## Listado de canciones
1. «Starlit Eyes», con Serj Tankian de System of a Down (2:58)
2. «Take It Back», con Jonathan Davis de Korn (3:03)
3. «I Know Where You're At», con M.C.U.D. de Hed pe (4:39)
4. «Catch A Spirit», con Max Cavalera de Soulfly (3:55)
5. «Until Next Time», con Jason Sears de R.K.L. (3:11)
6. «Divided (An Argument for the Soul)», con Brandon Boyd de Incubus (3:46)
7. «Ozzy Speaks», una pista de la palabra hablada con Ozzy Osbourne (0:16)
8. «Angel's Son», con Lajon Witherspoon, Clint Lowery, and Morgan Rose de Sevendust (3:49)
9. «Forever», con  Fred Durst de Limp Bizkit (2:55)
10. «Funeral Flights», con Dez Fafara de Coal Chamber (2:59)
11. «Requiem», con Corey Taylor de Slipknot y Stone Sour (3:36)
12. «Reaching Out», con Mark McGrath de Sugar Ray &  Whitfield Crane of Ugly Kid Joe (4:39)
13. «Absent», una de las dos pistas completas para terminar el segundo álbum de Snot (appears on Strangeland's soundtrack) (5:30)
14. «Sad Air», una pista de la palabra hablada con Lynn Strait, con la guitarra de copia de seguridad por el guitarrista de Snot, Sonny Mayo (2:11) (mayo)
15. «Straight Up», una pista oculta que se mezcla por DJ Lethal (5:58)